# Думитру Фунда
Думитру (Таке) Фунда (на румънски: Dumitru, Tache, Funda) е арумънски инженер и арумънски активист, деец на Желязната гвардия (Легиона на Архангел Михаил).

## Биография
Фунда е роден в 1916 година в арумънско (влашко) семейство в западномакедонския град Хрупища, Гърция. В 1930 година по програмата на румънското правителство за румънизация на Южна Добруджа емигрира в Румъния и се заселва в Южна Добруджа. Учи в Букурещкия политехнически университет и още като студент става активист на Желязната гвардия. След студентския конгрес в Търгу Муреш през април 1936 година, Фунда е задържан за един месец. Получава от Корнелиу Кодряну отличието Бял кръст за обиколката си в Южна Добруджа през 1937 година. По време на репресиите срещу легионерите на 21 - 22 септември 1939 година след убийството на Арманд Кълинеску Фунда е във Военна болница в Брашов и избягва смъртта поради грешка на властите. Участва в събитията в Кюстенджа от 3 - 6 септември 1940 година довели до абдикацията на крал Карол II и установяването на така наречената Национална легионерска държава. След неупсешното Легионерско въстание от януари 1941 година е арестуван. Завършва Политехническия университет и става офицер от запаса през 1942 година. През 1943 година е арестуван за действия в подкрепа на трансилванските румънци, попаднали след Втория виенски арбитраж в Унгария. Изпратен е на Източния фронт и се сражава в Крим.
През май 1948 г. е арестуван от комунистическия режим в Румъния. Лежи в няколко затвора до 1953 г., когато е принудително установен в Бъръган. В 1958 година отново е осъден на 20 години каторжен труд. През 1964 година е освободен.
Фунда публикува в „Буна Вестире“, „Арматолии“, „Ромъния Либера“, „Пункте Кардинале“, „Кувънтул Ромънеск“ (САЩ) и „Дрептатя“. Автор е на „60-годишната мистификация на истината продължава“ и „Бивши политически затворници – пропусната възможност“.
Умира през 1999 година.